# Gualtieri
Gualtieri (emilián nyelven Gualtēr) település Olaszországban, Emilia-Romagna régióban, Reggio Emilia megyében. Lakosainak száma 6241 fő (2023. január 1.). Gualtieri Cadelbosco di Sopra, Dosolo, Pomponesco, Boretto, Castelnovo di Sotto és Guastalla községekkel határos.

## Népesség
A település lakossága az elmúlt években az alábbi módon változott:
| Lakosok száma | 6634 | 6465 | 6471 | 6241 |
|               | 2008 | 2017 | 2018 | 2023 |